# Autres Nationalités
Les Autres Nationalités (Other Nationalities en anglais) est le nom donné à une équipe de rugby à XIII composée de joueurs étrangers disputant le championnat d'Angleterre. Avant la Seconde Guerre mondiale, cette sélection était connue sous le nom de Dominions ou d'Empire Britannique.

## Histoire
Cette équipe créée en 1904, pour affronter l'Angleterre dans son premier match international, était composée de Gallois et d'Écossais. Avec la popularisation du rugby à XIII en Angleterre, de plus en plus de joueurs étrangers vinrent jouer dans le championnat anglais, l'équipe des Autres Nationalités fut alors composée de joueurs venant d'Irlande, d'Afrique du Sud, d'Australie et de Nouvelle-Zélande. À partir des années 1950, cette sélection joua la coupe d'Europe des nations de rugby à XIII, parvenant à l'emporter à deux reprises (1953 et 1956). Cependant, l'amplification de la création d'équipes nationales propres à chaque pays (Pays de Galles, Écosse, Irlande...), fit que la dernière rencontre disputée par les Autres Nationalités remonte à 1975.
Les Autres Nationalités portaient un maillot vert.
Avec 16 sélections, le joueur écossais Dave Valentine, est le joueur ayant disputé le plus de rencontres avec cette formation. Il devance l'Australien Brian Bevan (15 sélections).